# Julio César Arzú
Julio César Arzú (Tela, 05 de junho de 1958) é um ex-futebolista hondurenho que atuava como goleiro. É considerado por muitos o melhor goleiro da história do futebol hondurenho.

## Carreira
Arzu fez parte do elenco da histórica e foi o goleiro titular de Seleção Hondurenha de Futebol da Copa do Mundo de 1982, ele fez três partidas. 